# دوبيت ملحمي
الدوبيت الملحمي هو شكل تقليدي للشعر الإنجليزي شائع الاستخدام في القصيدة السردية والشعر الملحمي ويتكون بيتان خماسي التفعيلة. كان استخدام المقطع البطولي رائدًا من جفري جوسر في أسطورة النساء الصالحات وحكايات قنطبرية ويعد عمومًا أن جون درَيدن وألكسندر بوب قد أتقناه في عصر الاستعادة وأوائل القرن الثامن عشر على التوالي.